# Хусейн ибн Талал
Хусейн ибн Талал (араб. حسين بن طلال‎; 14 ноября 1935 — 7 февраля 1999) — король Иордании с 11 августа 1952 по 7 февраля 1999 года. Сын короля Талала, отец короля Абдаллы II.

## Биография

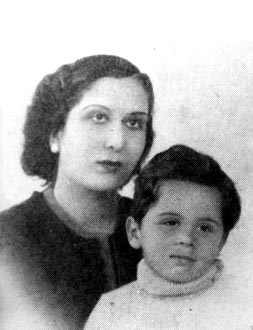
С матерью Зайн аш-Шараф в 1941 году

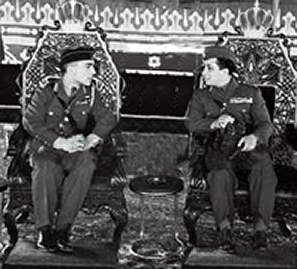
Молодой Хусейн с королём Ирака Фейсалом II

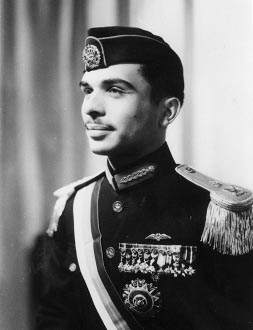
Король Хусейн в парадной форме, 1953 год

Хусейн родился 14 ноября 1935 года в Аммане в семье принца Талала ибн Абдаллаха и Зейн бинт Джамиль аш-Шараф. Учился в колледже «Виктория» в Александрии и в лондонском колледже Харроу, затем в британской военной академии в Сандхерсте. 
Когда 20 июля 1951 года его дед король Абдаллах ибн Хусейн был застрелен членом палестинской националистической организации «аль-Джихад аль-Мукаддас» на пороге мечети Аль-Акса на Храмовой горе Иерусалима, Хусейн был рядом с ним. Не имевший боевого опыта двадцатилетний портной Мустафа аль-Ашу после выстрелов в Абдаллах выстрелил и в Хусейна, однако принца спасла висевшая на груди медаль, о которую расплющилась пуля. В этот момент солдаты королевского эскорта застрелили террориста. Позднее Хусейн так вспоминал о своём деде: «Этому человеку я обязан многим. Он стремился привить мне умение управлять государством, обучал искусству дипломатии, войны и компромиссов». После убийства Абдаллаха королём был провозглашён отец Хусейна Талал ибн Абдаллах, который 11 августа 1952 года был объявлен парламентом не способным к управлению государством по состоянию здоровья, после чего отрёкся от престола в пользу шестнадцатилетнего Хусейна. Достигнув совершеннолетия, Хусейн вступил на престол 2 мая 1953 года; до этого момента королевством формально управлял регентский совет, но фактическая власть временно сосредоточилась в руках премьер-министра Тауфика Абу аль-Худы, который начал преследовать оппозицию и жёстко подавлять любые проявления протестов против его крайне правой политики.
В 1967 году участвовал в Шестидневной войне с Израилем, в ходе которой потерял Западный берег реки Иордан (Иудею и Самарию), хотя административно этот район продолжал ему подчиняться до 1988 года. После войны ООП создала базу для своей деятельности в Иордании, где установила свои порядки и занималась террором против Израиля, США и Иордании. В сентябре 1970 года Хусейн ввёл свои войска на территории, подконтрольные ООП. В ходе боёв армия Иордании одержала победу и выдворила лидеров палестинцев с территории Иордании. В 1982 году Хусейн посетил СССР с официальным визитом. В 1988 году Хусейн отказался от своих прав на Иудею и Самарию и признал права палестинцев на самоопределение. В 1994 году подписал мирный договор с Израилем при участии президента США Билла Клинтона.
Король Хусейн был радиолюбителем и в 1991 году получил позывной JY1.[значимость факта?]
В последние годы жизни Хусейн страдал от рака почек и продолжительное время находился за пределами Иордании на лечении в клинике Майо в Миннесоте в США. В его отсутствие функции регента выполнял наследный принц Хасан ибн Талал — брат короля. Когда король узнал о безнадёжности операции по излечению рака, он назначил наследником престола своего сына от второй жены — принца Абдаллу ибн Хусейна. А в начале февраля 1999 года монарх изъявил желание умереть на родине, в кругу близких ему людей. 5 февраля король возвратился в Амман. Он впал в клиническую смерть. Некоторое время его жизнь поддерживалась при помощи аппаратов искусственного жизнеобеспечения. 6 февраля принц Абдалла был приведён к присяге, а утром 7 февраля аппараты, поддерживавшие жизнь уходящего монарха, были отключены. Ему наследовал Абдалла II ибн Хусейн.

## Семья
Хусейн ибн Талал был женат 4 раза. Все браки и разводы были заключены в Аммане.
В первый раз Хусейн женился 13 апреля 1955 года на своей дальней родственнице из династии Хашимитов шарифе Дине бинт Абдул-Хамид (1929—2019). В браке родилась одна дочь. Супруги развелись 8 июня 1957 года.
Второй женой короля стала англичанка Антуанетт Аврил Гардинер (род. 1941), принявшая ислам с именем Муна аль-Хусейн. Свадьба состоялась 25 мая 1961 года, развод — 21 декабря 1972 года. Четверо детей (2 сына и 2 дочери).
24 декабря 1972 года король женился на представительнице знатного арабского рода Алие Тукан (1948—1977), ставшей его третьей супругой с именем Алия аль-Хусейн. У супругов родилось двое детей (дочь и сын). В 1976 году королевская чета удочерила девочку-палестинку Абир Мухаисен (род. 1973), осиротевшую после авиакатастрофы в лагере палестинских беженцев под Амманом. Королева погибла в авиакатастрофе 9 февраля 1977 года.
15 июня 1978 года король Хусейн заключил свой четвёртый брак. Его избранницей стала уроженка Вашингтона частично арабского происхождения Лиза Наджиб Халаби (род. 1951), принявшая ислам с именем Нур аль-Хусейн. В этом браке родилось четверо детей (2 сына и 2 дочери).

### Дети и внуки
Первый брак с шарифой Диной бинт Абдул-Хамид:
- Принцесса Алия бинт Хусейн (род. 1956), первый брак с подполковником Нассиром Васфи Мурза продлился с 1977 по 1988 годы, в браке родился один сын. Второй раз принцесса Алия вышла замуж 30 июля 1988 год за Саида Мохаммеда Аль-Салех.
  - Хусейн Мирза (род. 12 февраля 1981) — от первого брака
  - Талал Аль-Салех (род. 12 сентября 1989)
  - Абдул-Хамид Аль-Салех (род. 15 ноября 1992)

Второй брак с Антуанеттой Гардинер:
- Король Абдалла II ибн Хусейн (род. 1962)
  - Кронпринц Хусейн ибн Абдалла (род. 28 июня 1994)
  - Принцесса Иман (род. 27 сентября 1996)
  - Принцесса Сальма (род. 26 сентября 2000)
  - Принц Хашем ибн Абдалла (род. 30 января 2005)
- Принц Фейсал ибн Хусейн (род. 1963)
  - Принцесса Айя (род. 11 февраля 1990)
  - Принц Омар ибн Фейсал (род. 22 октября 1993)
  - Принцесса Сара (род. 27 марта 1997)
  - Принцесса Айша (род. 27 марта 1997)
  - Принц Абдуллах ибн Фейсал (род. 19 февраля 2016)
  - Принц Мухаммед ибн Фейсал (род. 8 апреля 2017)
- Принцесса Айша бинт Хусейн (род. 1968)
  - Аун Джума (род. 27 мая 1992)
  - Муна Джума (род. 18 июля 1996)
- Принцесса Зейн бинт Хусейн (род. 1968)
  - Джаафар Аль-Салех (род. 9 ноября 1990)
  - Джумана Аль-Салех
  - Тахани аль-Шахва (удочерена)

Третий брак с Алиёй Бахауддин Тукан:
- Принцесса Хайя бинт аль-Хусейн (род. 1974)
  - Шейха аль-Джалила Аль-Мактум (род. 2 декабря 2007)
  - Шейх Зейд Аль-Мактум (род. 7 января 2012)
- Принц Али бин аль-Хусейн (род. 1975)
  - Принцесса Джалила (род. 16 сентября 2005)
  - Принц Абдалла ибн Али (род. 19 марта 2007)
- Абир Мухайсен (удочерена в 1976)

Четвёртый брак с Лизой Наджид Халаби:
- Принц Хамза ибн Хусейн (род. 1980)
  - Принцесса Хайя (род. 18 апреля 2007) — от первого брака с принцессой Нур бинт Асем бин Найеф
  - Принцесса Зейн (род. 3 ноября 2012)
  - Принцесса Нур (род. 5 июля 2014)
  - Принцесса Бадия (род. 8 апреля 2016)
  - Принцесса Нафиса (род. 7 февраля 2018)
  - Принц Хуссейн ибн Хамза (род. 8 ноября 2019)
- Принц Хашим ибн Хусейн (род. 1981)
  - Принцесса Халла (род. 6 апреля 2007)
  - Принцесса Райет-аль-Нур (род. 4 июля 2008)
  - Принцесса Фатима-аль-Алия (род. 5 ноября 2011)
  - Принц Хуссейн Хайдара ибн Хашим (род. 15 июня 2015)
  - Принц Мохаммед Аль Хассан бин Хашим (род. 21 октября 2019)
- Принцесса Иман бинт Хусейн (род. 1983)
  - Омар Мирза (род. 7 октября 2014)
- Принцесса Райя бинт Хусейн (род. 1986).

## Воинские звания
- Фельдмаршал Иорданской арабской армии (Field Marshal Jordan Arab Army, с 11 августа 1952);
- Маршал Королевских Иорданских ВВС (Marshal of the Royal Jordanian Air Force, с 11 августа 1952);
- Фельдмаршал (Field Marshal Egyptian Army, Египет, с 21 февраля 1955, почётное звание);
- Главный маршал авиации Великобритании (Air Chief Marshal, с 19 июля 1966, почётное звание).

## Награды
Награды Иордании
| Страна   | Дата                             | Награда                                   | Литеры |
| -------- | -------------------------------- | ----------------------------------------- | ------ |
| Иордания | 11 августа 1952 — 7 февраля 1999 | Суверен ордена Хусейна ибн Али            |        |
| Иордания | 1956 — 7 февраля 1999            | Суверен ордена Военной Славы              |        |
| Иордания | 11 августа 1952 — 7 февраля 1999 | Суверен ордена Возрождения                |        |
| Иордания | 1971 — 7 февраля 1999            | Суверен ордена Хашимитской звезды         |        |
| Иордания | 11 августа 1952 — 7 февраля 1999 | Суверен ордена Звезды Иордании            |        |
| Иордания | 11 августа 1952 — 7 февраля 1999 | Суверен ордена Независимости              |        |
| Иордания | 1976 — 7 февраля 1999            | Суверен ордена Военных заслуг Аль-Хусейна |        |
| Иордания | 1976 — 7 февраля 1999            | Суверен ордена Аль-Хусейна                |        |

Награды иностранных государств
| Страна               | Дата вручения    | Награда                                                                                                 | Литеры   |
| -------------------- | ---------------- | --- | -------- |
| Великобритания       | 1953             | Почётный кавалер Большого креста Королевского Викторианского ордена                                     | GCVO     |
| Ирак                 | 2 мая 1953       | Коронационная медаль короля Фейсала II                                                                  |          |
| Ирак                 | 1953             | Кавалер цепи ордена Хашимитов                                                                           |          |
| Ирак                 | 1953             | Кавалер Большой ленты ордена Междуречья                                                                 |          |
| Испания              | 3 июня 1955      | Кавалер Большого креста Военных заслуг Белого дивизиона                                                 |          |
| Великобритания       | 1955             | Бейлиф Большого креста ордена Святого Иоанна                                                            | G.C.St.J |
| Египет               | 1955             | Кавалер цепи ордена Нила                                                                                |          |
| Сирия                | 1955             | Кавалер ордена Омейядов 1 класса                                                                        |          |
| Тунис                | 1956             | Кавалер цепи ордена Независимости                                                                       |          |
| Иран                 | 1959             | Кавалер цепи ордена Пехлеви                                                                             |          |
| Китайская Республика | 1959             | Кавалер Большой ленты специального класса ордена Благожелательных облаков                               |          |
| Гвинея               | 1960             | Кавалер Большого креста Национального ордена Заслуг                                                     |          |
| Греция               | 1960             | Кавалер Большого креста Королевского ордена Спасителя                                                   |          |
| Марокко              | 1960             | Кавалер цепи ордена Мухамадийя                                                                          |          |
| Ливан                | 1960             | Кавалер Специального класса ордена Заслуг                                                               |          |
| Ливия                | 1960             | Кавалер цепи ордена Идриса I                                                                            |          |
| Саудовская Аравия    | 1960             | Кавалер ордена Великого Бадра                                                                           |          |
| Саудовская Аравия    | 1960             | Кавалер цепи ордена Абдель-Азиза аль-Сауда                                                              |          |
| Эфиопия              | 1960             | Кавалер Большой ленты ордена Соломона                                                                   |          |
| Пакистан             | 1960             | Кавалер «Нишан-е-Пакистан»                                                                              |          |
| Бельгия              | 1964             | Кавалер Большого креста ордена Леопольда I                                                              |          |
| Ватикан              | 1964             | Рыцарь ордена Золотой шпоры                                                                             |          |
| Нидерланды           | 1964             | Кавалер Большого креста ордена Нидерландского льва                                                      |          |
| Норвегия             | 1964             | Кавалер Большого креста на цепи ордена Святого Олафа                                                    |          |
| Португалия           | 1964             | Кавалер Большого креста ордена Башни и Меча                                                             | GCTE     |
| Малайзия             | 24 апреля 1965   | Кавалер ордена Короны Королевства                                                                       | DMN      |
| Великобритания       | 1955             | Кавалер Королевской Викторианской цепи                                                                  |          |
| Германия             | 1967             | Кавалер Большого креста специального класса ордена «За заслуги перед Федеративной Республикой Германия» |          |
| Франция              | 1967             | Кавалер Большого креста ордена Почётного легиона                                                        |          |
| Иран                 | 14 октября 1971  | Юбилейная медаль 2500-летия основания Персидской империи                                                |          |
| Кувейт               | 1974             | Кавалер цепи ордена Мубарака Великого                                                                   |          |
| Филиппины            | 1 марта 1976     | Кавалер цепи ордена Сикатуны                                                                            |          |
| Япония               | 10 марта 1976    | Кавалер цепи ордена Хризантемы                                                                          |          |
| Австрия              | июнь 1976        | Кавалер Большой звезды Почёта «За заслуги перед Австрийской Республикой»                                |          |
| Бахрейн              | 1976             | Кавалер цепи ордена аль-Халифа                                                                          |          |
| Испания              | 18 марта 1977    | Кавалер цепи ордена Изабеллы Католической                                                               |          |
| Катар                | 1978             | Кавалер цепи ордена Независимости                                                                       |          |
| Югославия            | 1979             | Кавалер Большой Югославской звезды                                                                      |          |
| Италия               | 26 ноября 1983   | Кавалер Большого креста декорированного лентой ордена «За заслуги перед Итальянской Республикой»        |          |
| Бруней               | 1984             | Кавалер Королевского семейного ордена Короны Брунея                                                     | DKMB     |
| Великобритания       | 1984             | Почётный кавалер Большого креста ордена Бани                                                            | GCB      |
| Испания              | 22 марта 1985    | Рыцарь ордена Золотого руна                                                                             |          |
| Швеция               | 15 сентября 1989 | Рыцарь ордена Серафимов                                                                                 | RSerafO  |
| Испания              | 15 сентября 1995 | Лауреат премии Принца Астурийского                                                                      |          |

## Объекты, названные в честь Хусейна бен Талала
- Парк имени Хусейна ибн Талала в городе Грозном (Россия)[9].
- Улица имени Хусейна бен Талала в городе Астана (Казахстан).

## Комментарии
1. ↑  Шарифа Дина — праправнучка шарифа Мекки Мухаммеда III[англ.], внуком которого был Хусейн бен Али. Таким образом, королева Дина приходилась своему мужу четвероюродной тёткой.